# Как бы не влюбиться
«Как бы не влюбиться» (хинди कहीं प्यार ना हो जाये, Kahin Pyaar Na Ho Jaaye, досл.: «Надеюсь, это не любовь») — индийская мелодрама, снятая на языке хинди и вышедшая в прокат 17 ноября 2000 года, ремейк американской кинокомедии «Певец на свадьбе».

## Сюжет
Музыкант Прем Капур (Салман Хан) живет со своей старшей сестрой Нилу и ее мужем Винодом в одном доме. Прем влюблён в Нишу (Равина Тандон) и надеется, что она станет его женой. Но Ниша отказывает ему, поскольку ей необходимо выйти замуж за богатого человека, чтобы оплатить лечение больному раком брату. Прем впадает в депрессию и начинает прикладываться к бутылке, пока не знакомится с Прией (Рани Мукхерджи). Влюбившись в девушку, Прем снова делает предложение, но и Прия отказывает ему. Она признаётся, что ждёт из Америки своего богатого жениха Рахула (Индер Кумар). Прем снова начинает пить и теряет надежду когда-нибудь стать счастливым.

## Музыка
Все тексты написаны Судхааром Шарма, вся музыка написана Химешем Решамия.
| №   | Название                       | Исполнители                                    | Длительность |
| --- | ------------------------------ | ---------------------------------------------- | ------------ |
| 1.  | «Kahin Pyaar Na Ho Jaaye»      | Алка Ягник, Кумар Сану                         | 5:18         |
| 2.  | «Savariya»                     | Камал Хан, Алка Ягник                          | 5:13         |
| 3.  | «Aa Meri Life»                 | Камал Хан, Сунита Рао                          | 5:03         |
| 4.  | «O Priya O Priya»              | Камал Хан, Кумар Сану, Алка Ягник, Нитин Мукеш | 5:49         |
| 5.  | «Theme»                        | Сону Нигам, Алка Ягник                         | 3:45         |
| 6.  | «Dhin Tara»                    | Кумар Сану                                     | 5:08         |
| 7.  | «Pardesi»                      | Сону Нигам, Алка Ягник                         | 5:04         |
| 8.  | «Kahin Pyaar Na Ho Jaaye» (II) | Кумар Сану, Алка Ягник                         | 5:13         |
| 9.  | «Pardesi» (II)                 | Сону Нигам                                     | 2:20         |
| 10. | «Parody»                       | Кумар Сану, Сону Нигам, Алка Ягник             | 10:23        |